# Surmije

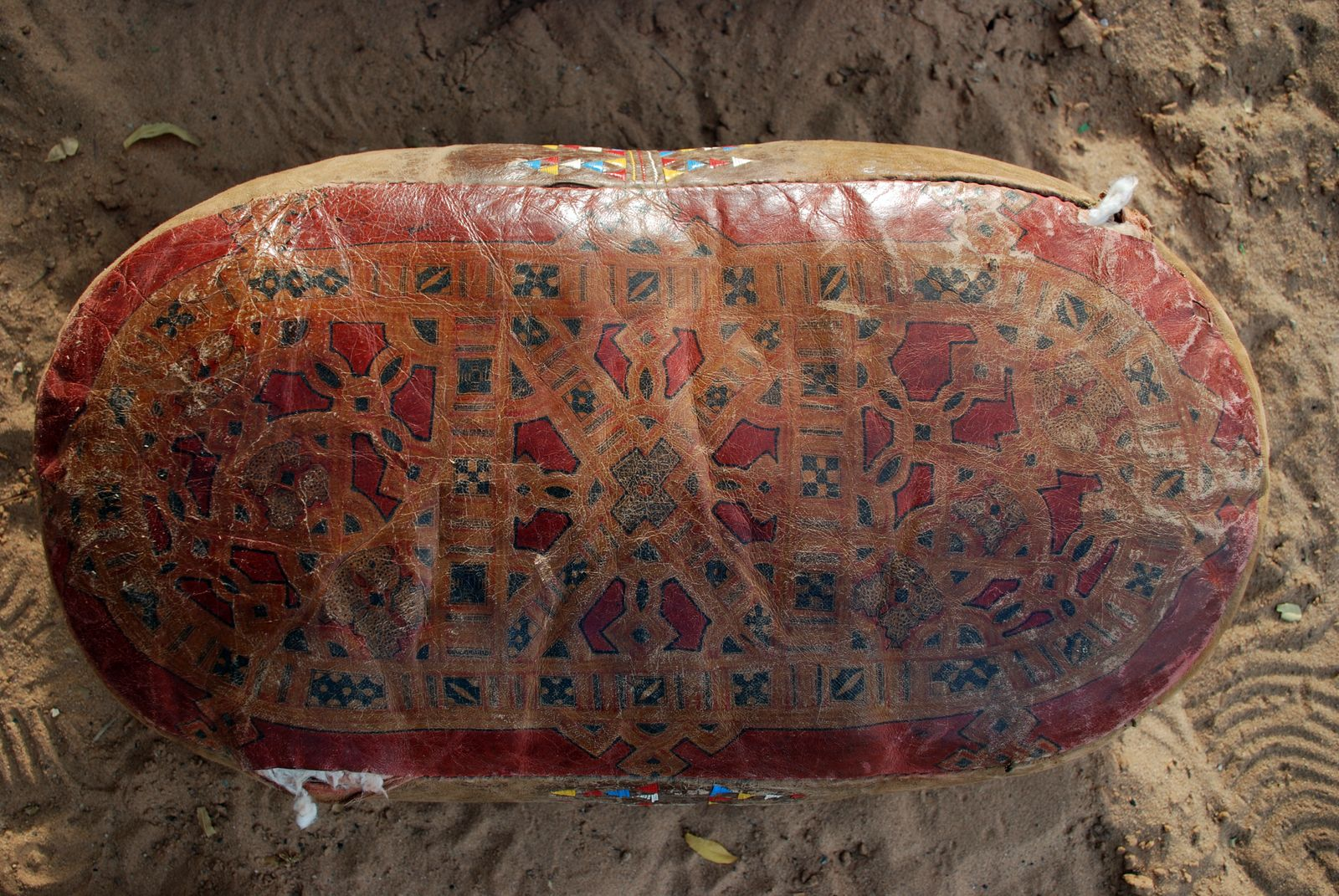
Kissen (usāde) aus Atar. Die Zahl Fünf findet sich in der Quincunx-Anordnung des zentralen Musters

Surmije (Hassania), auch surmiyee, ṣurmīye, Pl. ṣarāme; ist ein aus der nomadischen Kultur stammendes gerundetes Armlehnkissen in Mauretanien und der Westsahara. Längliche Formen werden auch usāde (Pl. usāīd) genannt.

## Verwendung
Die Inneneinrichtung eines Nomadenzeltes der Bidhan-Gesellschaft in der westlichen Sahara besteht meist nur aus dem amchaqab, einem Holzgestell, auf dem der Hausrat aufbewahrt wird, und am Boden ausgelegten Matten, die tagsüber und nachts als Lager dienen. Die ṣurmīye oder die usāde wird zum Aufstützen des Ellbogens für ein bequemes seitliches Liegen untergeschoben. Dieses Nomadenlager wurde in die heute überwiegende städtische Wohnform übernommen. Die Aufenthaltsräume in Wohnhäusern und öffentliche Rastplätze und Garküchen am Straßenrand sind ebenso ausgestattet. Das Kissen dient nicht zum Sitzen, es wird nachts auch als Kopfunterlage und als Polster für den Frauenreitsattel (die zweite Funktion des amchaqab) verwendet.

## Form
Die in Mauretanien am weitesten verbreitete Form des Kissens (usāde) ist 50 bis 60 Zentimeter lang, mit halbrunden Enden versehen und bis 20 Zentimeter hoch. Manche Kissen sind tailliert. Die Füllung besteht aus Wolle, Baumwollflocken, Kapok oder Kunstfasern, früher auch aus Erdnussschalen, Stroh, Kamelkotbällchen oder Sand. Das älteste bekannte Kissen aus der Mitte des 19. Jahrhunderts war nahezu quadratisch mit abgerundeten Ecken. Diese Form (ṣurmīye) war in der Umgebung von Timbuktu bis mindestens 1920 gebräuchlich. Kreisrunde Kissen sind aus derselben Gegend im Osten Mauretaniens und aus Zouérate (Region Tiris Zemmour) bekannt.
Der Bezug aus gegerbtem Ziegen- oder Schafleder wird gefärbt und aufwendig verziert. Er besteht aus zwei verzierten glattledrigen Seiten (Deckleder) und einem unverzierten umlaufenden Seitenstreifen, der meist mit der Fleischseite nach außen vernäht wird. Die Lederverarbeitung ist Sache der Frauen, meist der unteren Gesellschaftsschichten der Handwerker (maʿllemīn). Die Tierhäute werden mit einem Schabmesser von Fleischresten befreit, getrocknet und anschließend über mehrere Tage oder Wochen mit pflanzlichen Stoffen gegerbt, die der Haut einen rötlichen Farbton verleihen. Zur Bemalung werden die Farben rot, gelb und schwarz, gelegentlich noch blau verwendet. Hinzu kommen mit einem Messer eingeritzte Lederschnittverzierungen, wobei aus einem Streifenmuster stellenweise die obere Lederschicht entfernt wird, sodass als Farbkontrast eine untere helle Schicht hervortritt. Bei neueren Kissen kann der Seitenstreifen auch aus Stoff gefertigt sein. Die drei Teile werden auf der Innenseite mit einfachem Vorstich zusammengenäht. Bei wertvolleren Kissen ist die Oberseite mit Zierfransen besetzt, die rechtwinklig abstehend zwischen Deckleder und Seitenteil eingeschoben und mit diesen zusammen vernäht werden. 
Die Ornamente sind in einem streng geometrischen Stil meist auf ein Zentrum bezogen und werden ähnlich auf den Kamelsätteln der Männer (rahla) und den sonstigen Lederarbeiten wie den Transportsäcken (Plural: tisufren, auch tiziyāten) und den kleinen Pfeifentäschchen beīt angebracht. Zu den festen Gestaltungsregeln gehören die Symmetrie sowohl in der Längs- als auch in der Querachse und die Zahl Fünf. Die magische Bedeutung dieser Zahl hängt mit der in der Region verbreiteten Hand der Fatima (arabisch ḫamsa, „fünf“) zusammen. Ähnliche Kissen bei den Tuareg sind mit Ornamenten verziert, deren Form von Amulettanhängern übernommen wurde.
Häufiger als die traditionellen Lederkissen werden heute Kissen mit Stoffbezügen verwendet. In der nördlichen Westsahara gab es früher Kissen mit Bezügen aus geknüpfter oder in Kelim-Technik gewebter Wolle, die mit traditionellen Mustern versehen in El Aaiún oder auf den Kanarischen Inseln hergestellt wurden.